# Oresbius taeniatus
Oresbius taeniatus là một loài tò vò trong họ Ichneumonidae.